# Daszarathczanda
Daszarathczanda (nep. दसरथचन्द)  – miasto w zachodnim Nepalu; w prowincji numer 7. Według danych szacunkowych na rok 2011 liczyło 17 427 mieszkańców .